# Unione dell'apostolato cattolico
L'Unione dell'apostolato cattolico (sigla U.A.C.) è un'associazione internazionale di fedeli di diritto pontificio.

## Storia
Fu fondata a Roma nel 1835 da san Vincenzo Pallotti; fu benedetta dal cardinale Carlo Odescalchi, vicario di Roma, e da papa Gregorio XVI.
Fu eretta in associazione internazionale di fedeli dal Pontificio consiglio per i laici con decreto del 28 ottobre 2003.

## Attività e diffusione
L'associazione gestisce istituti universitari, case editrici e tipografie, scuole e centri di catechesi, centri di pastorale giovanile e familiare, case per ritiri e centri di spiritualità, case di cura, comunità terapeutiche, orfanotrofi e case famiglia.
La sede centrale è in piazza San Vincenzo Pallotti a Roma.
L'associazione conta circa 9 500 membri ed è attiva in 42 Paesi.